# Nguyễn Trọng Luật
Nguyễn Trọng Luật (sinh tháng 5 năm 1929) là cựu sĩ quan Quân lực Việt Nam Cộng hòa, cấp bậc Đại tá. Ông khởi đầu binh nghiệp từ chức chỉ huy chi đội thiết kỵ rồi dần leo lên đến vị trí Tư lệnh Lữ đoàn 1 Thiết kỵ, Chỉ huy trưởng Chiến đoàn 1 Đặc nhiệm năm 1971 và sau cùng là Tỉnh trưởng kiêm Tiểu khu trưởng Tiểu khu Darlac từ năm 1973 đến năm 1975. Giới báo chí trong và ngoài nước còn xưng tụng ông là "Patton Việt Nam" do từng chỉ huy một lực lượng thiết giáp quan trọng và tối tân nhất của Quân lực Việt Nam Cộng hòa.

## Tiểu sử

### Thân thế
Nguyễn Trọng Luật sinh tháng 5 năm 1929 tại Long Xuyên, Nam Kỳ, Liên bang Đông Dương.
Ông nhập ngũ ngày 17 tháng 10 năm 1951 với số quân 49/1108.733. Tốt nghiệp khóa 1 "Lê Văn Duyệt" Trường Sĩ quan Thủ Đức chuyên ngành kỵ binh (tăng thiết giáp) năm 1956.

### Binh nghiệp

#### Hành quân Plei Me
Trong cuộc vây hãm Plei Me vào tháng 10 năm 1965, Nguyễn Trọng Luật chỉ huy lực lượng thiết giáp 1.400 lính thuộc Quân lực Việt Nam Cộng hòa (QLVNCH) được cử đến giải vây cho trại Plei Me. Đoàn quân này bị lực lượng Quân đội Nhân dân Việt Nam (QĐNDVN) phục kích vào tối ngày 23 tháng 10, hứng chịu thương vong nặng nề nhưng cuộc phục kích đã bị đẩy lùi nhờ sự yểm trợ của không quân Mỹ. Sau cùng, đoàn quân đặt chân đến Plei Me vào ngày 25 tháng 10, phá vỡ cuộc bao vây. Ông giữ nguyên đơn vị của mình tại địa điểm phục kích vào ngày 23 và 24, từ chối di chuyển cho đến khi được tiếp tế vì lo sợ một cuộc tấn công khác. Trên thực tế, ông muốn quay trở lại Pleiku thay vì tiến tới Plei Me, và được thuyết phục tiếp tục hành quân khi hứa hẹn có sự yểm trợ của pháo binh Mỹ. Ông bèn chớp lấy thời cơ đưa quân mình đến Plei Me vào lúc 13 giờ ngày 25. Chỉ gặp phải sự quấy rối của hỏa lực bằng vũ khí nhỏ, ông và đoàn quân dưới quyền mới đến được trại vào lúc hoàng hôn.:103

#### Sự kiện Tết Mậu Thân
Trong biến cố Tết Mậu Thân năm 1968, Nguyễn Trọng Luật đang là chỉ huy trưởng Biệt khu 24, bao gồm cả tỉnh Kon Tum. Viên cố vấn cấp cao được điều động đến sở chỉ huy của ông là Đại tá James P. Cahill cho điều phối một phần lực lượng quân Mỹ trong kế hoạch phòng thủ chung. Tin tức tình báo đáng tin cậy từ nhiều nguồn đã chỉ ra với họ rằng thị xã Kon Tum có khả năng bị tấn công vào một thời điểm nào đó trong Tết Nguyên Đán kéo dài một tuần. Hai vị chỉ huy đã xem xét và thực hiện kế hoạch phòng thủ chung, tăng cường nỗ lực trinh sát và củng cố phòng thủ một số cơ sở quan trọng, bổ sung thêm nhiều lớp dây thép gai và bãi mìn bên ngoài vành đai của Sân bay Kon Tum. Nguyễn Trọng Luật cũng giữ một nửa quân của mình đồn trú trong suốt Tết Nguyên Đán. Cuộc tấn công vào thị xã Kontum bắt đầu lúc 2 giờ 12 phút ngày 30 tháng 1, một số đại đội thuộc Tiểu đoàn K4 và K5, Trung đoàn 24 và hai đại đội thuộc Tiểu đoàn 304 đã tấn công vào khu phức hợp Biệt khu 24 cách sân bay vài trăm mét về phía tây. Khi QĐNDVN xâm nhập vào khu vực này, Luật bèn rút lui về tư dinh của mình cùng một trong những đại đội bộ binh dưới quyền, trên thực tế đã từ bỏ nhiệm vụ chỉ huy này. May mắn cho toán quân phòng thủ, phía đối phương trông có vẻ rơi vào tình trạng rối loạn. Ví dụ, quân địch đã tràn ngập một cặp bích kích pháo 105 mm nhưng chẳng hề cố gắng sử dụng hoặc vô hiệu hóa loại pháo này. Họ cũng bỏ qua sở chỉ huy của Biệt khu 24 và ngôi nhà của phó tỉnh trưởng, hai công trình lẽ ra phải nằm trong danh sách mục tiêu tấn công rồi.

#### Hành quân Lam Sơn 719
Trong cuộc Hành quân Lam Sơn 719 năm 1971, ông được chỉ định là Lữ đoàn trưởng Lữ đoàn 1 Thiết kỵ kiêm Tư lệnh Chiến đoàn 1 Đặc nhiệm  phối hợp với Sư đoàn Dù. Chiến đoàn này có nhiệm vụ hành quân dọc đường Quốc lộ 9 đến sông Sepon bên Lào nhằm cắt đứt mọi con đường tiếp vận từ Bắc vào Nam của QĐNDVN. Khi đang rút lui khỏi A Lưới vào ngày 18 tháng 3, một đoàn xe gồm 18 xe của Lữ đoàn 1 Thiết kỵ đã bị địch phục kích cách A Lưới 4 km về phía đông với những chiếc xe dẫn đầu bị hỏa lực phá hủy trực tiếp, ngăn chặn Quốc lộ 9. Một xe tăng M41 và ba xe bọc thép chở quân M113, mỗi xe kéo theo một khẩu pháo 105mm nằm trong số những chiếc xe bị mắc kẹt và ông đành gọi phi cơ không kích hòng ngăn số khí tài này rơi vào tay QĐNDVN.:114 Vào đêm ngày 21 tháng 3, Lữ đoàn 1 Thiết kỵ và các Tiểu đoàn 1 và 8 Sư đoàn Dù đã bỏ vị trí của họ ở phía nam căn cứ yểm trợ hỏa lực Bravo và bắt đầu di chuyển về phía đông. Khi được một tù binh cho biết có hai trung đoàn QĐNDVN đang phục kích phía trước, ông vội báo cáo tình hình cho Tư lệnh Sư đoàn Dù là Tướng Dư Quốc Đống. Tướng Đống lập tức đổ quân và khai thông trục lộ này mà chẳng thèm bận tâm báo tin cho cấp dưới biết. Lo ngại bị phục kích trên Quốc lộ 9, ông bèn ra lệnh cho đoàn quân từ bỏ con đường cách biên giới Việt Nam Cộng hòa 5 dặm (8,0 km) và lao vào một con đường mòn trong rừng để tìm đường quay trở lại mà không được bảo vệ hai bên. Con đường mòn đi đến ngõ cụt tại bờ dốc của sông Sepon và đoàn quân này bị mắc kẹt. Hai chiếc xe ủi đất cuối cùng được trực thăng vận vào tận vành đai phòng thủ của QLVNCH nhằm tạo thành bãi đáp. Đoàn quân Thiết giáp-Nhảy dù QLVNCH sau cùng đã vượt qua biên giới trở về nước an toàn vào ngày 23 tháng 3.:117-8

#### Chiến dịch Trị Thiên năm 1972
Ngày 2 tháng 4 năm 1972 trong Mùa Hè Đỏ Lửa, Bộ Tư lệnh Lữ đoàn 1 Thiết kỵ của Nguyễn Trọng Luật đã nắm quyền chỉ huy toàn bộ đơn vị thiết giáp, bộ binh và thủy quân lục chiến QLVNCH ở khu vực Đông Hà. Những đơn vị này bao gồm Trung đoàn 20 Thiết kỵ, hai chi đội Trung đoàn 17 Thiết kỵ, Trung đoàn 2 và 57 của Sư đoàn 3, Tiểu đoàn 3 Lữ đoàn 258 Thủy quân lục chiến và tàn quân của Trung đoàn 56 từ Trại Carroll.:208 Sau một thời gian tạm dừng cuộc hành quân, QĐNDVN lại tiếp tục tiến công vào ngày 27 tháng 4, trên khắp phòng tuyến, các đơn vị đều bị tràn ngập hoặc đẩy lui. Đến ngày 28 tháng 4, ông nhận thấy rõ rằng những toán quân của Lữ đoàn 1 Thiết kỵ đang bị vây khốn bèn ra lệnh cho các đơn vị dưới quyền mau chóng rút quân về phía nam hòng bảo toàn lực lượng.:211

#### Cố thủ Ban Mê Thuột năm 1975
Khoảng cuối năm 1973, ông được bổ nhiệm làm Tỉnh trưởng kiêm Tiểu khu trưởng Tiểu khu Darlac. Ngày 2 tháng 3 năm 1975, một sĩ quan CIA bay từ Nha Trang đến báo tin cho ông về việc QĐNDVN chuẩn bị tấn công Ban Mê Thuột, mà không cung cấp thông tin về sức mạnh của đối phương. Sáng sớm ngày 10 tháng 3, các đơn vị QĐNDVN đồng loạt tiến công thị xã Ban Mê Thuột. Ngày hôm sau, lực lượng QĐNDVN nhờ có xe tăng và thiết giáp dẫn đầu hợp lực đánh chiếm Bộ Tư lệnh Sư đoàn 23 Bộ binh, đầu não chỉ huy lực lượng bố phòng tại đây. Khi xe tăng đối phương tiến sát vào cổng Bộ Tư lệnh Sư đoàn 23 Bộ binh, chính Nguyễn Trọng Luật đã yêu cầu gọi không quân cho máy bay tới yểm trợ thế nhưng bên không quân lại thả nhầm hai quả bom vào Trung tâm Hành quân Sư đoàn 23 khiến việc liên lạc giữa Tư lệnh Quân đoàn II với Ban Mê Thuột coi như chấm dứt. Bị bao vây và tiến công từ cả 4 phía, lực lượng đồn trú trong Bộ Tư lệnh Sư đoàn 23 Bộ binh dưới sự chỉ huy của Đại tá Luật, quyết định tổ chức phản công để mở đường máu thoát ra ngoài theo hướng Tây. Dù binh sĩ QLVNCH cố sức chống trả đối phương thế nhưng sự chênh lệch quân số giữa đôi bên quá lớn, lại thiếu vũ khí và phương tiện chống tăng nên quân đồn trú chỉ cầm cự được một thời gian ngắn thì phải phân tán hòng bảo toàn lực lượng. Đến 10 giờ 30 phút ngày 11 tháng 3, Bộ Tư lệnh Sư đoàn 23 Bộ binh hoàn toàn thất thủ. Riêng Đại tá Luật cùng Phó Tỉnh trưởng Nguyễn Ngọc Vỵ dẫn khoảng 20 người còn sống sót bỏ chạy về nấp trong đồn điền cà phê của Trung tướng Thái Quang Hoàng đợi đêm tối mới dám đi tiếp. Sau đó, toán lính QĐNDVN đã phát hiện ra chỗ ẩn náu này rồi bắt giữ cả nhóm làm tù binh vào sáng ngày 12 tháng 3.

### Sau năm 1975
Ít lâu sau, ông phải đi học tập cải tạo cho đến năm 1988 mới được trả tự do rồi cùng gia đình qua Mỹ theo diện HO và chọn định cư tại bang Florida vào đầu thập niên 1990.

## Vinh danh
- Việt Nam Cộng hòa :
  -  Bảo quốc Huân chương